# Giovanni Manardo
Giovanni Manardo (anche attestato nelle varianti Manardi e Mainardi), nei codici in latino Iohannes Manardus (Ferrara, 24 luglio 1462 – Ferrara, 8 marzo 1536) è stato un medico, botanico e umanista italiano.

## Biografia
Di antica famiglia ferrarese, fu discepolo del Leoniceno, a cui succedette dal 1525 nella cattedra di medicina dell'Università degli Studi di Ferrara, ed ebbe un'intensa vita professionale. Dopo aver incominciato ad insegnare nell'ateneo della sua città natale, fu, infatti, medico personale di corte dei Pico della Mirandola dal 1493 al 1504 e dei reali d'Ungheria (rispettivamente  di Ladislao II prima e di Luigi II poi) dal 1513 fino al 1518, quando tornò a Ferrara, alla corte degli Este, per provvedere alla salute di Alfonso I d'Este. Nel 1533 fu anche, con un altro allievo del Leoniceno, cioè Ludovico Bonaccioli, nella ristretta cerchia di medici che cercò, invano, di curare Ludovico Ariosto.
Nel 1494, alla morte di Giovanni Pico della Mirandola, di cui era stato medico, Manardo curò la pubblicazione delle celebri Disputationes adversum astrologiam divinatricem, in cui il filosofo emiliano, muovendo una forte critica alle credenze e alle pratiche astrologiche, aveva operato una netta differenziazione tra l'astronomia («astrologia matematica o speculativa»), che consentiva di far conoscere la realtà armonica dell'universo, e l'astrologia («astrologia giudiziale o divinatrice»), che invece era rivelatrice dell'avvenire degli uomini in base alle congiunture astrali. Tale discorso si intrecciò, in quel periodo, anche con i serrati dibattiti accesisi in tutta Europa sulla sifilide, in particolare nell'ambito della disputa di Ferrara e di quella di Lipsia, cui Manardo prese parte attiva, scrivendo il pamphlet dal titolo De erroribus Symonis Pistoris de Lypczk circa morbum gallicum, pubblicato nel 1500 a Norimberga.
Se, nel 1521, commentando l'Ars parva di Galeno, aveva dato prova delle sue capacità di applicazione dei canoni della filologia alla scienza medica, la sua vasta erudizione umanistica sarebbe stata testimoniata, tuttavia, soprattutto dalle Epistolae medicinales, un'opera fortunata che, anticipata in frammenti dal 1528, ma uscita per intero solo postuma, a Basilea nel 1540, registrò numerose edizioni. Le Lettere medicinali combinavano alla perfezione, com'è stato osservato, la tradizione dei consigli, le istanze e discussioni filologiche sulla medicina e sulla botanica ai termini farmacologici. Tale opera, in cui peraltro, oltre a criticare le conoscenze botaniche informate dalla medicina araba, vengono per la prima volta descritte le antere dei fiori (appartenenti alle Angiosperme), ebbe un particolare influsso su François Rabelais, che la ripubblicò a Lione, poiché vedeva nelle epistole di Manardo sia un utile contributo per restituire alla medicina il prestigio di cui aveva goduto nell'antichità, sia un'autorevole testimonianza sottesa al rinnovamento della cultura.